# Platycnemis alatipes
Platycnemis alatipes là loài chuồn chuồn trong họ Platycnemididae. Loài này được McLachlan mô tả khoa học đầu tiên năm 1872.